# Nortonia fragosa
Nortonia fragosa är en stekelart som beskrevs av Kohl. Nortonia fragosa ingår i släktet Nortonia och familjen Eumenidae. Inga underarter finns listade i Catalogue of Life.